# Collège de Sorbonne
El Collège de Sorbonne era un college en teologia de la Universitat de París, va ser fundat l'any 1253 per Robert de Sorbon (1201-1274), de qui rep el nom. Com la resta dels collèges de París, va ser suprimit durant la Revolució francesa. Va ser restaurat l'any 1808 però va ser definitivament tancat l'any 1882. Aquest collège també es fa servir per referir-se a l'edifici principal de la Universitat de París en el 5è districte (arrondissement) de París.
Robert de Sorbon era fill de pagesos de la vila de Sorbon a les Ardenes, i va esdevenir mestre de teologia, un chanoine de la Catedral de Notre Dame de París, i confessor del rei Louis IX (Sant Lluís).